# The Florodora Girl
The Florodora Girl is een Amerikaanse muziekfilm uit 1930 onder regie van Harry Beaumont.

## Verhaal
De vriendinnen van het revuemeisje Daisy Bell raden haar aan om een rijke vrijer te zoeken. Ze laat haar oog vallen op Jack Vibart. Hij gaat ervan uit dat ze alleen uit is op zijn geld. Zij gelooft dat Jack maar in één zaak geïnteresseerd is. Als Daisy de moeder van Jack ontmoet, komt ze erachter dat hij al verloofd is. Hij speelt zijn geld kwijt en ze verliezen elkaar uit het oog. Nadat hij zijn fortuin terugverdiend heeft, komt hij naar een voorstelling.

## Rolverdeling
| Acteur              | Personage          |
| ------------------- | ------------------ |
| Marion Davies       | Daisy Dell         |
| Lawrence Gray       | Jack Vibart        |
| Walter Catlett      | De Boer            |
| Louis John Bartels  | Oliver Hemingway   |
| Ilka Chase          | Fanny              |
| Vivien Oakland      | Maud               |
| Jed Prouty          | Vader Dell         |
| Claud Allister      | Lord Rumblesham    |
| Sam Hardy           | Harry Fontaine     |
| Nance O'Neil        | Mevrouw Vibart     |
| Robert Bolder       | Toneelknecht       |
| Jane Keithley       | Constance Caraway  |
| Maude Turner Gordon | Mevrouw Caraway    |
| George Chandler     | George Smith       |
| Anita Louise        | Dochter van Vibart |
| Mary Jane Irving    | Dochter van Vibart |